# Vilayanur S. Ramachandran
Vilayanur S. Ramachandran, indijski nevroznanstvenik, * 10. avgust 1951, Tamil Nadu, Indija

## Življenje in delo
BIOGRAFIJA
Ramachandran se je rodil leta 1951 v indijski državi Tamil Nadu. Njegova družina je bila dokaj dobro izobražena, njegova mati je imela doktorat iz matematike, njegov dedek pa je bil eden glavnih pri ustanovitvi Indijske ustave. Njegov oče je bil inženir za U.N. in je delal kot diplomat v Bangkoku, na Tajskem. Tako je Ramachandran obiskoval šolo v Indiji ter Britansko šolo v Bangkoku. Kasneje si je pridobil doktorat na univerzi Cambridge. Preselil se je v Združene države Amerike, kjer je prvi dve leti delal kot raziskovalec na Caltechu, nato pa je bil dodeljen kot asistent na univerzo v Kaliforniji, kjer je leta 1998 postal tudi profesor. Tam dela s študenti na novih teorijah v nevrologiji. Od julija 2019 je tudi profesor na medicinskem nevrološkem oddelku. Leta 1987 se je poročil z Diane Rogers-Ramachandran, ki je postala pogosta soavtorica njegovih del in s katero ima dva sinova. Njegovo delo lahko razdelimo v dve fazi. Od začetka sedemdesetih do poznih osemdesetih let se je Ramachandranovo delo osredotočalo skoraj izključno na človekovo vizualno obdelavo, zlasti na stereopso. Ramachandran je začel objavljati raziskave na tem področju od leta 1972, z referatom o naravi, ko je bil še študent.
Leta 1991 je Ramachandrana navdihnila raziskava Tima Ponsa o plastičnosti možganske skorje. Ramachandran je bil eden prvih raziskovalcev, ki je prepoznal potencial nevro-slikovne tehnologije za prikaz sprememb, ki se zgodijo v človeški možganski skorji po amputaciji. Nato je Ramachandran začel raziskovati fantomske okončine, kasneje pa je preučil širši spekter nevroloških skrivnosti, vključno z motnjo identitete celovitosti telesa in Capgrasov sindrom. Ramachandran je bil svetovalec na področjih, kot sta forenzična psihologija in nevro-znanost zmanjšanja telesne teže. Leta 2007 je Ramachandran na sojenju Lisi M. Montgomery služil kot izvedenec za lažno nosečnost. Ramachandran je bil tudi svetovalec podjetju Modius, ki razvija tehnologijo za zmanjšanje telesne teže, temelji pa na električni spodbudi v delih možganov, ki so odgovorni za izgubo teže. Aktiven je na zelo veliko področjih družbe. Prav tako ima raje starejši in bolj preprost pogled na človeške možgane, zato ne potrebuje drage in moderne opreme.
RAZISKAVE IN TEORIJE
Fantomska bolečina
Po odstranitvi okončine se lahko še naprej počutite, kot da je še vedno tam. Fantomska bolečina ni enaka kot druge bolečine po operacijah, ki se čutijo v in okoli reza po operaciji. Fantomsko bolečino se čuti v nekem delu noge, ki ni več pritrjena. Ramachandran je sklepal, da obstaja povezava med pojavom fantomskih udov in nevronsko plastičnostjo v možganih odraslih ljudi. Da bi preizkusil to teorijo, je Ramachandran eksperimentiral na amputirancih, da bi lahko izvedel več o tem, ali lahko fantomski udi "čutijo" dražljaj na drugih delih telesa. Leta 1992 je Ramachandran v sodelovanju s TT Yang, S. Gallen in drugimi na raziskovalnem inštitutu Scripps, ki so izvajali raziskave magnetoencefalografije, teoretiziral, da obstaja povezava med reorganizacijo korteksa, ki je vidna na sliki magnetoencefalografije, in nebolečimi občutki, ki jih je opazil pri drugih osebah. Kasneje so raziskovalci ugotovili, da so neboleče fantomske okončine manj povezane z motorično ali somatosenzorično plastičnostjo kot boleče fantomske okončine.
Terapija z ogledalom
Za eno izmed najbolj uspešnih terapij zdravljenja fantomske bolečine se je izkazala terapija z ogledalom. Prvič sta jo leta 1996 predstavila nevrologa Ramachandran in Rogers-Ramachandran, in sicer pri terapiji fantomske bolečine po amputaciji zgornjega uda. Gre za metodo, ki temelji na predpostavki plastičnosti možganov. Ramachandran je mislil da je vzrok fantomske bolečine neusklajenost med različnimi živčnimi sistemi amputacije: njegov vidni živčni sistem mu pravi da njegov ud manjka, njegovi živčni signali pa sporočajo možganom, da je še vedno tam. Pacient s premikanjem neokvarjenega uda in opazovanjem njegovega odseva v ogledalu ustvarja vidno iluzijo normalnega gibanja okvarjenega uda in tako nadomešča manjkajoči priliv senzoričnih in motoričnih informacij iz okvarjenega dela telesa (Moseley, 2004). V letu 1999 sta Ramachandran in Eric Altschuler zrcalno tehniko razširila na izboljšavanje nadzora mišic pri bolnikih z možgansko kapjo z oslabljenimi udi. Terapija z ogledalom je dobila malo raziskav in malo zanimanja. V oceni, 115 publikacij od leta 2012 - 2017, leta 2018 je pisalo, da se terapija z ogledalom zdi učinkovita pri lajšanju fantomskih bolečin, zmanjšanju bolečine in trajanju epizod vsakodnevne bolečine. Je preprosto in poceni zdravljenje za fantomske bolečine.
Zrcalni nevroni
Zrcalne nevrone je poimenoval Giacomo Rizzolatti v letu 1992, ko jih je skupaj s kolegi odkril pri proučevanju možganov makaki opic. Sprva se je vloga zrcalnih nevronov povezovala predvsem z motoričnimi funkcijami, novejše raziskave pa kažejo, da imajo zrcalni nevroni pomembno vlogo tudi pri zmožnostih razumevanja mišljenja, namer, čustev in idej drugih ljudi. Vilayanur S. Ramachandran meni, da so zrcalni nevroni »najpomembnejša znanstvena zgodba preteklega desetletja, ki so jo mediji prezrli«. Domneval je, da lahko zrcalni nevroni predstavljajo nevrološko osnovo človekovega samozavedanja. V eseju, napisanem za Fundacijo Edge leta 2009, je Ramachandran podal naslednjo razlago svoje teorije: "... Prav tako sem domneval, da ti nevroni ne morejo le pomagati pri simulaciji vedenja drugih, temveč jih je mogoče tako rekoč obrniti k ustvarite predstavitve drugega reda ali metapredstave svojih prejšnjih možganskih procesov. To bi lahko bila nevronska osnova introspekcije in vzajemnosti samozavedanja in drugega zavedanja."
"Razbito ogledalo" teorija avtizma
Predlagano je bilo, da so težave z zrcalnim nevronskim sistemom lahko podlaga za kognitivne motnje, zlasti avtizem. Leta 1999 je Ramachandran v sodelovanju s takratnim postdoktorskim sodelavcem Ericom Altschulerjem in kolegom Jaimejem Pinedo domneval, da je motnja v delovanju zrcalnih nevronov morda odgovorna za nekatere simptome in znake motenj avtizemskega spektra. Ramachandran in njegovi kolegi niso neposredno merili aktivnosti zrcalnih nevronov. Namesto tega so pokazali, da so otroci z ASD (motnjami avtističnega spektra, MAS) pokazali nenormalne odzive EEG (znane kot supresija valov Mu), ko so opazovali dejavnosti drugih ljudi. Raziskave iz leta 2010 so pokazale, da avtisti ne kažejo zrcalne nevronske disfunkcije, čeprav majhna velikost vzorca omejuje obseg, do katerega je mogoče te rezultate posplošiti.
Sinestezija
Sinestezija je zaznavni pojav, pri katerem stimulacija ene senzorične ali kognitivne poti vodi do nehotenih izkušenj na drugi senzorični ali kognitivni poti. V eni najpogostejši obliki sinestezije, znani grafemsko-barvna sinestezija, so črke ali številke zaznane same po sebi obarvane. Ramachandran je proučeval primer grafemskega barvnega sinesteta, ki je bil tudi barvno slep. Medtem ko z očmi ni mogel videti določenih barv, pa jih je ob pogledu na določene črke še vedno "videl". Ker ni imel imena za te barve, jih je imenoval "Marsovske barve". Ramachandran je domneval, da imajo lahko konceptualne metafore tudi nevrološko podlago pri navzkrižni aktivaciji korteksa. Od leta 2015 nevrološka osnova sinestezije ni bila ugotovljena.
Apotemnofilija
Leta 2008 je Ramachandran skupaj z Davidom Brangom in Paulom McGeochom objavil prvi članek, v katerem je teorijo, da je apotemnofilija nevrološka motnja, ki jo povzroča poškodba desnega parietalnega režnja možganov. To redko motnjo, pri kateri si oseba želi amputacijo okončine, je John Money prvič opazil leta 1977. Leta 2011 so McGeoch, Brang in Ramachandran poročali o poskusu funkcionalnega slikanja, ki je vključeval štiri osebe, ki so želele amputacije spodnjih okončin. Magnetoencefalografski pregledi so pokazali, da so bili njihovi desni zgornji parietalni režnji bistveno manj aktivni v odzivu na stimulacijo okončine, ki so jo preiskovanci želeli amputirati.
DELA
Phantoms in the Brain: Probing the Mysteries of the Human Mind, koavtorica Sandra Blakeslee, 1998.
Encyclopedia of the Human Brain three volumes, 2002.
The Emerging Mind, 2003.
A Brief Tour of Human Consciousness: From Impostor Poodles to Purple Numbers, 2005.
The Tell-Tale Brain: A Neuroscientist's Quest for What Makes Us Human, 2010.
The Encyclopedia of Human Behavior, four-volume second edition, 2012.